# 茂名西站

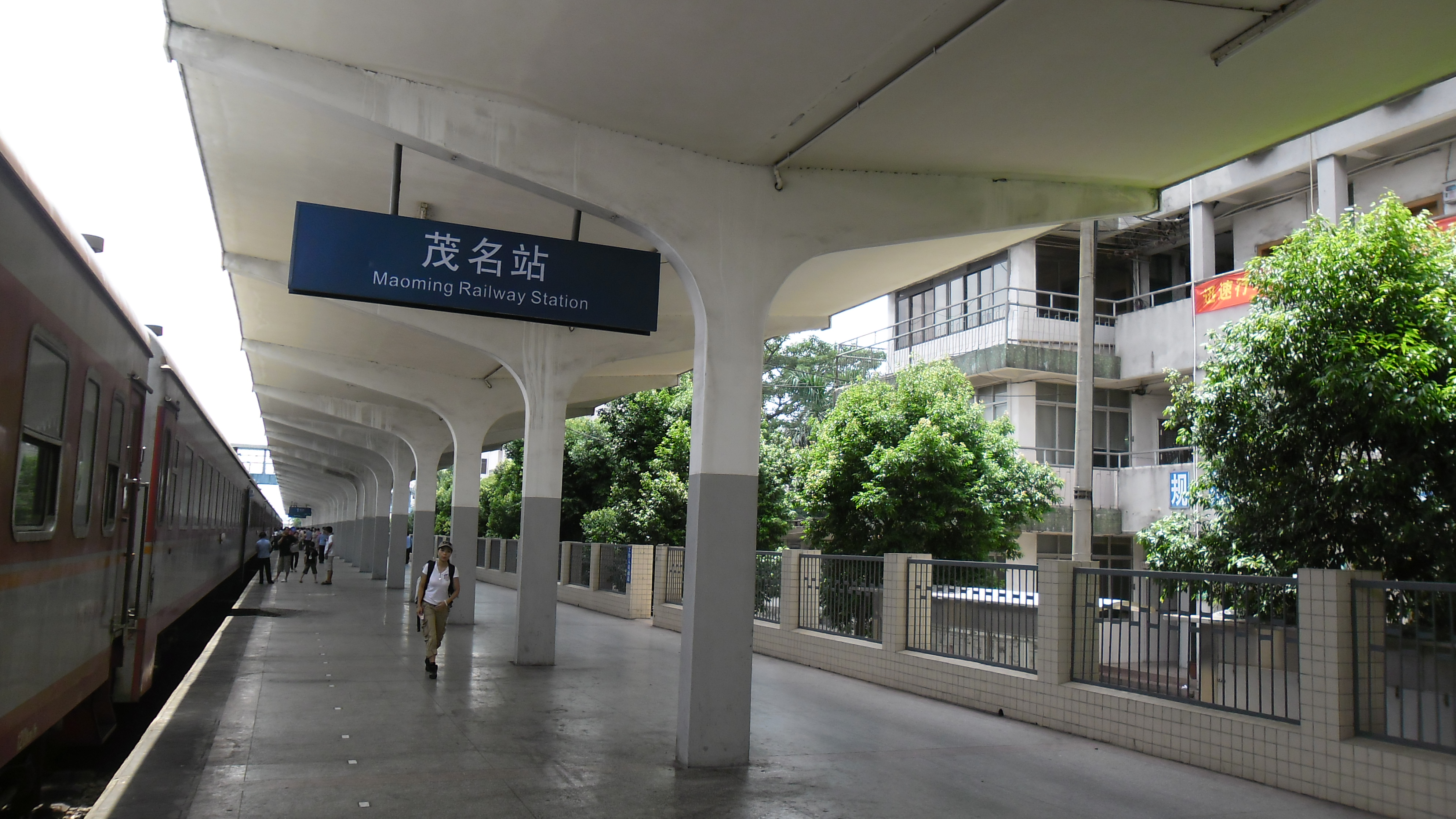
2011年的站台

茂名西站，原名茂名站，是广东省茂名市辖内的三座火车站之一，其位于广东省茂名市茂南区公馆镇，建于1958年，为中国铁路南宁局集团管辖的横列式一级二场区段站，是广州局集团与南宁局集团的局界站。
2016年9月10日，茂名站更名為茂名西站，更名后的“茂名西站”，是以货运物流为主，兼顾部分客运的火车站，定位为工业站。

## 车站结构

### 车站楼层
| 地上二层 |          | 行政办公区                        |  |  |
| 地面     | 站厅     | 售票处、候车区、进站口、出站口    |  |  |
|          | 侧式站台 |                                   |  |  |
|          | 1站台    | 广茂铁路 广州方向（下站：茂名）   |  |  |
|          |          | 广茂铁路、河茂铁路存车线          |  |  |
|          | 岛式站台 |                                   |  |  |
|          | 2站台    | 河茂铁路 河唇方向（下站：山底岭） |  |  |
|          |          | 广茂铁路、河茂铁路存车线          |  |  |
|          |          | 广茂铁路、河茂铁路存车线          |  |  |
|          |          | 广茂铁路、河茂铁路存车线          |  |  |
|          |          | 广茂铁路、河茂铁路存车线          |  |  |
|          |          | 广茂铁路、河茂铁路存车线          |  |  |

## 历史
1958年1月兴建，10月建成，由修建该线的铁道部临时营业。1959年3月5日移交柳州铁路局，3月11日并网营运，乘办客货运输业务。2006年，茂名西站累计完成货物到发量907万吨，累计卸货490万吨，卸车首次超过装车，成为茂名地区物流的领先者。茂名站作为大型国企茂名石化的接入轨车站，运输的石油产品占车站年度货物发送量近六成。此外，总面积达到8000平方米的车站货场粮食仓库是茂名最大的粮食集散地，以供应大米、玉米、麦皮、稻谷为主，日均装卸量达到2400吨，供应范围覆盖茂名、湛江、阳江等粤西城市以及广西境内的玉林、陆川等地。
2017年12月，茂名西站电气化运输经过一年多施工后开通试运营，结束了长达23年的内燃机车运输方式。

## 列车目的地
至2019年4月10日调图后，茂名西站共停7对普速列车，均为过路列车。
（以下只列出终点站）
| 列车所属路局 | 目的地                                   |
| ------------ | ---------------------------------------- |
| 南宁局集团   | 湛江、深圳东                             |
| 成都局集团   | 成都、重慶北、贵阳、深圳西、深圳东、广州 |
| 昆明局集团   | 昆明、广州、深圳东、厦门                 |
| 广州局集团   | 深圳东、成都                             |